# 维茨曼斯贝格
维茨曼斯贝格是德国巴伐利亚州的一个市镇。总面积18.74平方公里，总人口1729人，其中男性851人，女性878人（2011年12月31日），人口密度92人/平方公里。